# Hujra
Hujra (en urdu: حُجره شاه مُقِيم‎) es una localidad en el distrito Depalpur, en la región de Okara, de la Punyab (Pakistán), próxima a dos afluentes del río Indo.
Desde el punto de vista administrativo está subdividida en tres concejos.
Este pueblo es el sitio de un histórico gurudwara.

## Demografía
Según una estimación de 2010 contaba con 72 796 habitantes.

## Importancia religiosa

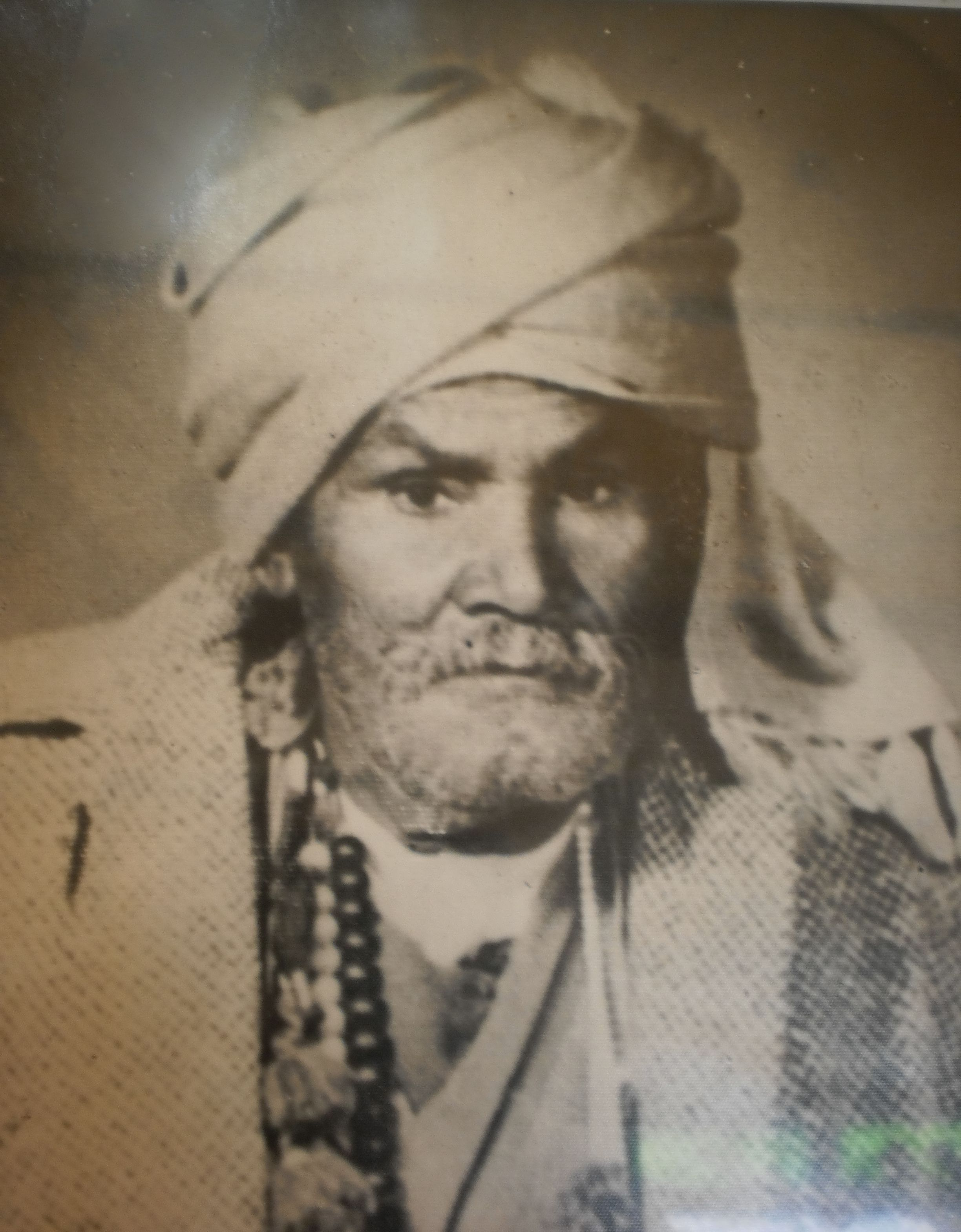
Shams Alí Qalandar (1875-1966).

Muchos santos musulmanes han venido a predicar en esta área. Bahauddin Gilani, vino de Guilán (Irak) junto su padre Sayed Mehmud. Su padre murió en Budwan, en el norteño estado de Uttar Pradesh (en la India). Tras la muerte de su padre, Guilani dijo que Alá se le había aparecido, y lo había enviado a predicar por el mundo. Baahauddin Guilani murió en 1565, y sus restros se encuentran dentro de la cúpula del santuario. Hay una inscripción que cuenta lo siguiente:

Hazrat Shah Sayed Noor Muhammad
Hazrat Shah Abu al ma Alí
Hazrat Shah Muhammad Muqeem

Hazrat Sayeen Faqeer Shams Alí Qalandar (en urdu: حضرت سا یں فقیر محمّد شمس علی قلندر‎, Panyab, 1874 o 1875 - Hujra, 6 de septiembre de 1966) fue un conocido santo sufí y qalandar que pertenecía a los qadiriyya.

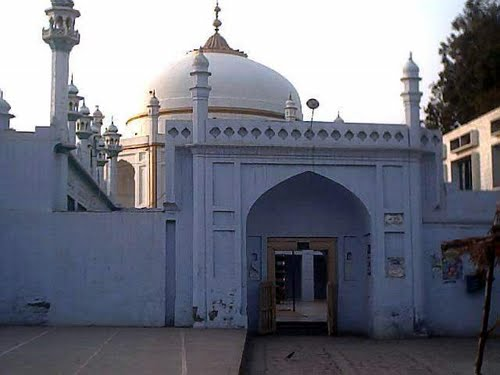
Templo en Hujra.